# Cichawy
Cichawy is een plaats in het Poolse district  Ciechanowski, woiwodschap Mazovië. De plaats maakt deel uit van de gemeente Sońsk en telt 107 inwoners.